# Mikrometer (merilna priprava)
Mikrométer (tudi mikrometrski vijak ali vijačno merilo) je merilna priprava za merjenje majhnih razdalj s točnostjo do 0,01 mm, nekatere izvedbe pa celo do 1 μm. Največkrat se ga uporablja v strojništvu. Obstajajo tri vrste mikrometrov:
- zunanji mikrometer – za merjenje gredi in čepov,
- notranji mikrometer – za merjenje premerov odprtin,
- globinski mikrometer – za merjenje globine lukenj in izvrtin.

Mikrometer je v osnovi mehanska naprava, točnost se doseže s sistemom vijakov. Novejši modeli imajo lahko dodan digitalni prikazovalnik.
Prvi mikrometrski vijak, ki je uporabljen tudi v drugih točnih instrumentih (na primer mikroskop), je izumil William Gascoigne v 17. stoletju.